# Israeli Public Broadcasting Corporation

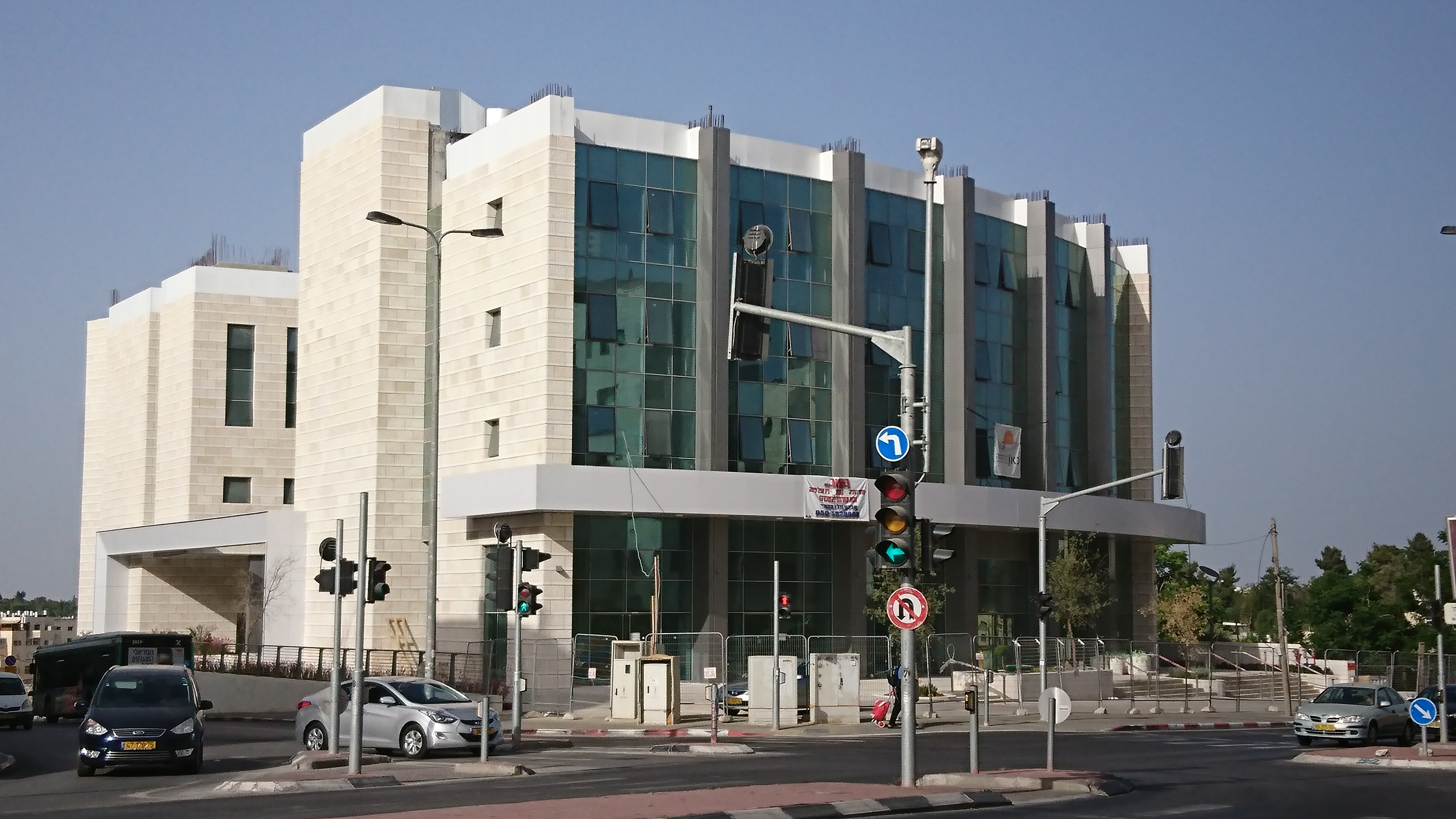
Główna siedziba nadawcy w Jerozolimie

Israeli Public Broadcasting Corporation (IPBC, hebr. ‏תאגיד השידור הישראלי‎, trl. Ta'agid HaSzidur HaJisra'eli; arab. ‏هيئة البث الإسرائيلي‎, trl. Hajjat al-Bathi al-Isra-ili), w Izraelu znany jako Kan (hebr. ‏כאן‎ „tutaj”; stylizowane na |I<Ↄ) oraz Makan (arab. ‏مكان‎ „miejsce”) – izraelski publiczny nadawca radiowo-telewizyjny założony 15 maja 2017 roku w celu zastąpienia dotychczasowego nadawcy Israel Broadcasting Authority (IBA). 
Dział wiadomości IPBC, Kan Hadaszot (hebr. ‏חדשות כאן‎, arab. ‏الاخبار مكان‎, trl. Makan al-Achbar) jest trzecim co do wielkości wydziałem informacyjnym na Izraelskim rynku, po Hadaszot 12 i Channel 13 News.
Data uruchomienia telewizji była kilka razy przekładana z powodu sprzeciwu premiera wobec struktury i nominacji dziennikarzy, co doprowadziło do prawnej walki sądowej między Kan a rządem. W 2019 roku Kan był organizatorem 64. Konkursu Piosenki Eurowizji.

## Kanały telewizji publicznej Izraela
Od 15 sierpnia 2018 roku IPBC nadaje trzy kanały telewizyjne na ogólnokrajowych nadajnikach DVB-T2, operatorze telewizji kablowej HOT, operatorze satelitarnym YES, mniejszych dostawców płatnej telewizji (np. Cellcom TV i Partner TV) oraz bezpłatna emisja 24/7 na żywo w internecie. W 2018 roku KAN wprowadził transmisję w rozdzielczości 4K na Channel 511 (który był używany tylko do transmisji z Mistrzostw Świata w Piłce Nożnej).
- Kan 11 – główny kanał telewizyjny, który zastąpił Kanał 1. Nadaje głównie wiadomości, bieżące wydarzenia i programy kulturalne.
- Makan 33 – kanał w języku arabskim, który nadaje programy informacyjne i kulturalne, zastępując Channel 33.
- Kan Hinuchit – kanał dla dzieci i młodzieży.

## Stacje radiowe
IPBC obsługuje osiem stacji radiowych, wszystkie przeniesione z byłego IBA. Media strumieniowe i programowanie na żądanie są dostępne na stronie internetowej Kan. Niektóre stacje zawierają podcasty. Kan obsługuje również sieć podcastów o nazwie Kan Hesketim, dawniej nazywaną Kan Od.
- Kan Tarbut.
- Kan Reshet Bet.
- Kan Gimel.
- Radio Makan.
- Kan Farsi.
- Kan REKA.
- Kan 88.
- Kan Kol Ha Musica.
- Kan Moreshet.